# Euthalia tigrina
Euthalia tigrina är en fjärilsart som beskrevs av Hans Fruhstorfer 1913. Euthalia tigrina ingår i släktet Euthalia och familjen praktfjärilar. Inga underarter finns listade i Catalogue of Life.